# Adolf Beer
Adolf Beer (24. nebo 27. února 1831 Luschitz – 7. května 1902 Hamburk) byl český obecní politik a sionista německé a židovské národnosti z Bíliny, v 2. polovině 19. století městský pokladník v Bílině.

## Biografie
Pocházel z židovské rodiny z Prostějova. V mládí ho ovlivňovali místní židovští intelektuálové (lékař Gideon Brecher a rabín Hirsch Bar Fessel), později se ale židovské víry vzdal. Studoval prostějovské gymnázium. Podle jiného zdroje ale studoval na gymnáziu v Prešpurku a Budapešti. Studoval na Berlínské univerzitě, Univerzitě v Heidelbergu, Karlo-Ferdinandově univerzitě v Praze a Vídeňské univerzitě. Získal titul doktora. Od roku 1853 pracoval jako učitel dějepisu na střední škole v Černovicích. Zde setrval do roku 1857. Později vyučoval v Praze a Vídni. Později působil jako docent historie na právnické fakultě ve Velkém Varadínu a jako profesor historie na Obchodní akademii ve Vídni, na které setrval po dobu deseti let. V roce 1868 se stal profesorem Vídeňské technické univerzity. Napsal více než deset knih o dějinách a řadu článků.
Zapojil se i do veřejného a politického života. Od roku 1871 byl mimořádným členem rakouské akademie věd od roku 1873 jejím členem-korespondentem. Podnikl studijní cesty do Amsterdamu, Berlína, Kodaně, Londýna a Paříže. Roku 1864 ho Leopold Hasner von Artha povolal do státní školské rady. Byl poradcem ministra pro tematiku středního a vyššího školství. Podílel se na tvorbě školského zákona roku 1869 a na reformě rakouských reálných škol. V roce 1870 z ministerstva odešel a vrátil se na technickou vysokou školu ve Vídni. ´
Byl poslancem Říšské rady (celostátního parlamentu), kam usedl v prvních přímých volbách roku 1873 za městskou kurii, obvod Šternberk, Uničov atd. Uvádí se tehdy jako dvorní rada a profesor na Vysoké škole technické ve Vídni, bytem Vídeň. Parlamentní křeslo obhájil ve volbách roku 1879, volbách roku 1885 a volbách roku 1891.
Zastupoval tzv. Ústavní stranu, která byla liberálně, provídeňsky a centralisticky orientována. Na Říšské radě se v říjnu 1879 uvádí jako člen staroněmeckého Klubu liberálů ( Club der Liberalen). Po volbách roku 1885 patřil do klubu Sjednocené levice, do kterého se spojilo několik ústavověrných proudů německých liberálů. Po rozpadu Sjednocené levice přešel do frakce Německorakouský klub. V roce 1890 se uvádí jako poslanec obnoveného klubu německých liberálů, nyní oficiálně nazývaného Sjednocená německá levice. Ve volbách roku 1891 byl na Říšskou radu zvolen za klub Sjednocená německá levice.
Po odchodu ze sněmovny byl jmenován do Panské sněmovny (horní, nevolená, komora Říšské rady).
V roce 1893, když padla vláda Eduarda Taaffeho, byl mezi kandidáty na ministra školství, ale do funkce nakonec neusedl. Zemřel v květnu 1902.